# Ursentini
Gli Ursentini (o Urgentini) erano un antico popolo italico, annoverato da Plinio il Vecchio tra le undici tribù che componevano la nazione dei Lucani. Erano collocati tra gli Eburini (di Eboli, anticamente Eburi) e i Vulcentini (di Buccino, anticamente Volcei) e confinavano con questi ultimi e con i Numestrani. Quando entrarono in contatto con i Romani, si opposero strenuamente all'annessione e nel III secolo a.C. furono, come tutti i Lucani, alleati dei Sanniti nelle Guerre sannitiche. La sconfitta segnò la loro fine.

## Monetazione
Agli Ursentini erano state collegate, nell'Ottocento alcune monete con la legenda, in alfabeto greco, ΟΡΣΑΝΤΙΝΩΝ (ORSANTINŌN cioè "degli Orsantini"), presenti anche nella collezione del Museo Archeologico Nazionale di Napoli, ma questa ipotesi oggi non è più accettata

### Fonti primarie
- Plinio il Vecchio, Naturalis Historia, III, 98

### Letteratura storiografica
- Rutter, Burnett, Crawford, Johnston, Jessop Price: Historia Numorum Italy. The British Museum Press, London, 2001